# Glaumont
Glaumont est un hameau de la commune belge de Bertrix situé en Région wallonne dans la province de Luxembourg.
Avant la fusion de communes de 1977, il faisait partie de l’ancienne commune de Jehonville.

## Histoire
Glaumont formait avec Assenois une seigneurie appartenant à l'abbaye de Saint-Hubert mais dont les habitants relevaient de la justice de Jehonville qui faisait partie du duché de Bouillon.

## Situation
Glaumont est hameau ardennais situé entre la route nationale 853 (Paliseul-Bertrix) passant au nord et la route nationale 89 (Vielsalm-Libramont-Bouillon) longeant le sud. Il avoisine Assenois situé au nord.
Le ruisseau des Aleines coule à travers les prairies à l'est du hameau (étangs au lieu-dit La Flèche de Burhaimont).
La ligne de chemin de fer 166 Dinant-Bertrix passe au nord de la localité.

## Description
Glaumont étire ses habitations le long d'une route d'orientation nord-sud. La partie nord, plus ancienne, se compose principalement de plusieurs fermes avec hangars tandis que la partie sud comprend des habitations récentes de type pavillonnaire.

## Patrimoine
Au sud de la localité, à proximité de la N.89, se trouve la Vierge de Glaumont protégée par un chapiteau soutenu par 6 colonnes blanches.

## Tourisme
La localité compte des gîtes ruraux.